# Lúcio Lara
Lúcio Rodrigo Leite Barreto de Lara (Caála, 9 de abril de 1929 - Luanda, 27 de febrero de 2016), también conocido por su nombre de guerra Tchiweka, fue uno de los miembros fundadores del Movimiento Popular para la Liberación de Angola (MPLA).

## Biografía
Hijo de un agricultor portugués y su esposa angoleña, nació en la provincia de Huambo (antes Nova Lisboa). Estudió en Lisboa, habiendo vivido en la Casa de los Estudiantes del Imperio. En esta ciudad se casó con Ruth, hija de una familia compuesta por un hombre alemán y una mujer judía alemana que había huido del nazismo, y con quien tuvo tres hijos, Paulo, Wanda y Bruno. Se convirtió en profesor de matemáticas y física, pero participó temprano en los movimientos independentistas y nacionalistas de la década de 1950 en Angola y entre los angoleños en el exilio. Fue elegido Secretario de Organización y Recursos Humanos en la primera conferencia nacional del MPLA, en diciembre de 1962, convirtiéndose posteriormente en Secretario General. En este cargo, fue el principal asesor de Agostinho Neto, especialmente cuando el MPLA transfirió provisionalmente su sede a Brazzaville. En la ciudad adoptó a un niño congoleño llamado Jean-Michel Mabeko Tali.
En la fecha de la muerte de Agostinho Neto, Lara era el miembro principal del buró político y vicepresidente del MPLA. Con esto, asumió temporalmente las funciones de presidente del partido y, por extensión, presidente de la República Popular de Angola. Convocó con urgencia el II Congreso del MPLA, el 11 de septiembre de 1979, trabajando arduamente por la elección de José Eduardo dos Santos, que se llevó a cabo el 20 de septiembre del mismo año. Rechazó todas las propuestas que se le hicieron para asumir efectivamente el liderazgo del país.